# Ангола на Светском првенству у атлетици на отвореном 2019.
Ангола је учествовала на 17. Светском првенству у атлетици на отвореном 2019. одржаном у Дохи од 27. септембра до 6. октобра. Репрезентацију Анголе представљала је једна атлетичарка која се такмичила у трци на 1.500 метара,
На овом првенству такмичарка Анголе није освојила ниједну медаљу.

## Учесници
Жене:
- Neide Dias — 1.500 м

## Резултати

### Жене
| Атлетичарка | Дисциплина | Лични рекорд | Квалификације | Квалификације | Полуфинале            | Полуфинале            | Финале                | Финале | Детаљи |
| Атлетичарка | Дисциплина | Лични рекорд | Резултат      | Место         | Резултат              | Место                 | Резултат              | Место  | Детаљи |
| ----------- | ---------- | ------------ | ------------- | ------------- | --------------------- | --------------------- | --------------------- | ------ | ------ |
| Neide Dias  | 1.500 м    | 4:17,35      | 4:28,27       | 12. у гр. 3   | Није се квалификовала | Није се квалификовала | Није се квалификовала | 35/ 35 |        |